# تفاعل البوليمراز المتسلسل العشي

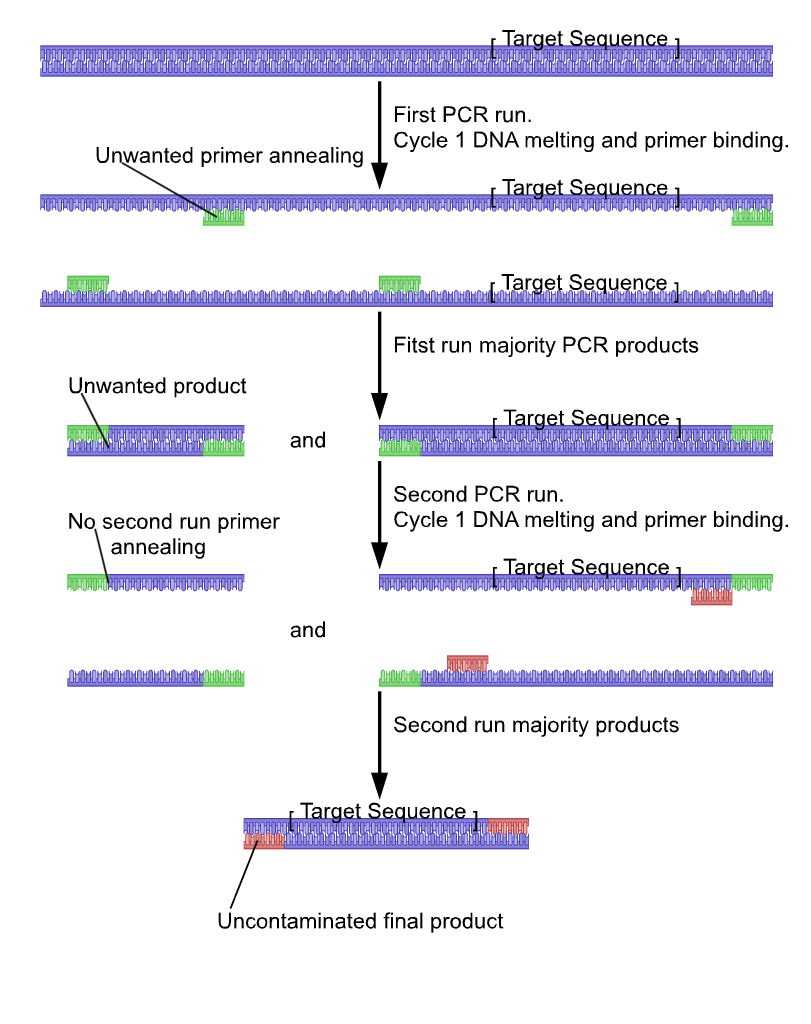
مُخطط يوضح تفاعل البوليميراز المتسلسل العشي

تفاعل البوليميراز المتسلسل العشي (بالإنجليزية: Nested polymerase chain reaction)‏ هو تفاعل بوليميراز متسلسل مُعدل، يهدف إلى تقليل الارتباط غير المحدد في المنتجات؛ بسبب تضخيم مواقع الربط التمهيدي غير المتوقعة.